# Conopariella tibialis
Conopariella tibialis är en tvåvingeart som först beskrevs av Friedrich Georg Hendel 1914.  Conopariella tibialis ingår i släktet Conopariella och familjen bredmunsflugor. Inga underarter finns listade i Catalogue of Life.